# QTFairUse
QTFairUse is gratis opensourcesoftware die voor het eerst uitgebracht werd in november 2003 door Jon Lech Johansen. Het dumpt de ruwe uitvoer van een QuickTime AAC-stream in een bestand, waarmee de beperkingen van het FairPlay DRM van iTunes omzeild worden. De meeste muziekspelers konden de ruwe AAC-bestanden nog niet afspelen toen de software voor het eerst werd uitgebracht, maar het was een eerste poging om Apples DRM-beveiliging te omzeilen.
Het doel van QTFairUse is om muziek die gedownload werd uit Apple's iTunes Store te ontdoen van het DRM. Hiervoor wordt een niet-alledaagse techniek gebruikt. In plaats van het bestand te kraken, moet je het bestand gewoon in iTunes afspelen. Het programma zal dan de uitvoer van iTunes onderscheppen voordat het naar de geluidskaart wordt gestuurd. Vervolgens kopieert QTFairUse de onbeveiligde data frame voor frame naar het RAM-geheugen en slaat het die data vervolgens op in een MPEG4-container die DRM-vrij is.
Vroegere versies van QTFairUse konden enkel de ruwe AAC-data opslaan maar latere versies waren in staat om het bestand effectief te converteren naar een ander audioformaat.

## iTunes-versies
De huidige versie is 6-2.5. Deze versie ondersteunt iTunes 6.0.2 tot 7.0.2. Op 17 maart 2007 werd er een bijgewerkt configuratiebestand beschikbaar gemaakt om het programma compatibel te maken met iTunes 7.1.1.

## Legaliteit
De website stelt dat het gebruik van dit programma legaal is in de Verenigde Staten. Of dit ook zo is in België en Nederland, is onbekend.